# Chiroxiphia
Chiroxiphia är ett fågelsläkte i familjen manakiner inom ordningen tättingar. Släktet omfattar fem arter som förekommer från södra Mexiko till Amazonområdet och västra Bolivia:
- Lansstjärtad manakin (C. lanceolata)
- Långstjärtad manakin (C. linearis)
- Praktmanakin (C. pareola)
- Yungasmanakin (C. boliviana)
- Blå manakin (C. caudata)